# EF Андромеды
EF Андромеды (лат. EF Andromedae) — одиночная переменная звезда в созвездии Андромеды на расстоянии (вычисленном из значения параллакса) приблизительно 2538 световых лет (около 778 парсеков) от Солнца. Видимая звёздная величина звезды — от +12,6m до +11,4m.

## Характеристики
EF Андромеды — красная пульсирующая полуправильная переменная звезда типа SRA (SRA) спектрального класса M6, или M8. Эффективная температура — около 3294 K.